# African Spir
Afrikan Aleksandrovitch Špir (en russe : Африка́н Алекса́ндрович Шпир ; en ukrainien : Африка́н Олекса́ндрович Спір or Шпір, transcrit African Spir en français ; né le 15 novembre 1837 à Elisavetgrad, Empire russe, (aujourd'hui Kropyvnytsky en Ukraine) mort le 26 mars 1890 à Genève) est un philosophe russe post-kantien d'origine allemande. Son livre de 1877 Pensée et réalité exerça une profonde influence sur Friedrich Nietzsche et Tolstoï lui vouait une grande admiration.

## Biographie
Špir naquit le 10 novembre 1837 dans la propriété paternelle de Špirovska, non loin d'Elisavetgrad (de nos jours Kropyvnytsky) dans cette région de l'Empire russe qui est devenue l'Ukraine. Son père, Aleksandr Aleksandrovič Špir, était un médecin russe d'origine allemande, chirurgien en chef de l'hôpital militaire d'Odessa, ancien professeur de mathématiques à Moscou. En  1812 il reçut l'ordre de Saint-Vladimir, il fut anobli et nommé conseiller de collège, en devenant ainsi membre de la noblesse russe héréditaire du Gouvernement de Kherson[réf. nécessaire].
Sa mère, Elena Konstantinovna Špir, née Poulevic, était la fille du major Poulevic, et  par sa mère petite-fille du peintre grec  Logino, qui s'était établi en Russie sous le règne de Catherine II[réf. nécessaire].
Špir étudia à l'Académie navale de Nikolayev (aujourd'hui Mykolaiv), non loin de la mer Noire. Pendant ces années il s'intéressa à la philosophie et lut la Critique de la raison pure de Kant dans la traduction française de Tissot, qui  forma la base de son propre système philosophique. Ensuite il lut aussi David Hume, et John Stuart Mill[réf. nécessaire].
Pendant la Guerre de Crimée (1853-1856), lors du siège de Sébastopol (17 octobre 1854 au 11 septembre 1855), African Špir prit part à la bataille de Malakoff en 1855, ce qui lui valut de recevoir l'ordre de Saint-André et l'ordre impérial et militaire de Saint-Georges.
Après la mort de sa mère en 1867 il vendit ses propriétés, libéra ses serfs et se rendit en Allemagne, où il étudia à l'Université de Leipzig avec Moritz Wilhelm Drobisch (1802-1896), un philosophe herbartien[réf. nécessaire].
Il fut à Leipzig à la même époque où  Nietzsche y faisait ses études, mais il semble qu'ils ne se soient jamais rencontrés. En 1869 il alla à Tubingen et en 1871 à Stuttgart, où, dans l'église orthodoxe de la cour, il épousa le 30 janvier 1872 Elisabeth (Elise), fille d'Adam Gatternicht de laquelle il eut une fille, Hélène, qui plus tard épousera le neurologue et psychologue genevois Édouard Claparède.
En 1878, pour soigner les conséquences d'une pneumonie (une toux chronique) Špir se rendit en Suisse, à Lausanne, où il vécut pendant cinq années. En  1884 il obtint de l'empereur de Russie l'autorisation de quitter la nationalité russe pour acquérir la nationalité suisse, et il demanda de s'inscrire dans les registres  de Belmont-sur-Lausanne, un faubourg au-dessus de Lausanne où il résidait avec sa famille . En 1886, pour pouvoir jouir des avantages d'une bibliothèque privée (la » Société de Lecture »), il se transféra avec sa famille à Genève. Le 17 septembre 1889 il reçut du gouvernement suisse l'autorisation pour devenir, avec sa femme et sa fille, citoyens helvétiques. Il mourut des suites de la grippe russe de 1890 à  Genève, au n. 6 de la rue Petitot, le 26 mars 1890 et il fut enterré au cimetière Saint-Georges.
Les manuscrits, les documents personnels, les photographies et les livres de ou sur African Spir ont été déposés en mars 1940 par sa fille  Hélène Claparède-Spir à la Bibliothèque de Genève, où ils forment le Fonds African Spir et peuvent être consultés[réf. nécessaire].
D'autres documents de la famille Claparède-Spir peuvent être consultés à l'Harvard University Library.

## Décorations
- Ordre de Saint-André
- Ordre de Saint-Georges

## Philosophie
Spir est un philosophe post-kantien, qui qualifie sa propre philosophie de philosophie critique. Comme Kant, Spir considère le principe d'identité (A ≡ A), principe a priori, qui n'est pas dérivé ni dérivable de l'expérience, comme étant la base de la connaissance. Mais la comparaison avec la réalité, faite à travers l'expérience, montre que ce principe est constamment démenti, on peut donc en déduire non seulement l'impossibilité de justifier rationnellement les modalités d'être de la réalité, mais jusqu'à son existence même. De cette manière le principe d'identité, d'épistémologique devient ontologique et Spir aboutit à une scission dramatique entre le non-conditionné, qui présuppose le principe d'identité d'après lequel les étants ne devraient pas changer, et les phénomènes qui non seulement sont composés mais aussi en mutation constante.
Déjà l'ontologie classique refuse toute réalité complète du changement, qui est conçu comme seulement accidentel et pas comme l'élément essentiel. Maintenant, comme il est possible de trouver une raison suffisante pour un être conditionné singulier, on ne peut pas en trouver pour tout ce qui est conditionné dans sa totalité. Dit d'une autre façon : un objet peut changer et la cause du changement peut être trouvée dans d'autres objets, mais le changement en tant que tel, c'est-à-dire l'existence même du changement, reste sans cause. Spir arrive ainsi à  postuler un dualisme acosmiste, où  conditionné et non-conditionné sont absolument séparés et éthérogènes, et le monde des phénomènes non seulement n'est pas explicable et sans raison aucune, mais logiquement il ne devrait même pas exister. La conclusion à laquelle Spir arrive porte à une identification du non-conditionné avec Dieu, un Dieu non personnel ni créateur, qui ne peut pas être atteint par la raison ni à travers les phénomènes, mais seulement par un sentiment pré-rationnel. Ceci explique aussi les traits apocalyptiques et prophétiques des écrits de Spir, qui auraient dû selon lui annoncer une nouvelle ère de maturité spirituelle pour l'Humanité[réf. nécessaire].

## Postérité
En 1896, Léon Tolstoï lit Pensée et Réalité et en est très impressionné, comme il l'écrit dans une lettre à Hélène Claparède-Spir : « La lecture de Denken und Wirklichkeit a été une très grande joie pour moi. Je ne connais pas de philosophe aussi profond et en même temps aussi exact, je veux dire scientifique, n'acceptant que ce qui est indispensable et clair pour chacun. Je suis sûr que sa doctrine sera comprise et appréciée comme elle le mérite et que le sort de son œuvre sera semblable à celui de Schopenhauer, qui devint connu et admiré seulement après sa mort. »
Les œuvres les plus importantes sur la philosophie de Spir ont été publiées entre 1900 et 1914 (Lessing, Zacharoff, Segond, Huan, Martinetti). Après la première guerre mondiale, l'interprétation de la pensée de Spir faite par le philosophe italian Piero Martinetti (1872–1943) lui valut un regain d'intérêt sous la forme d'un « idéalisme religieux ». Avant la seconde guerre mondiale, Hélène Claparède-Spir a re-édité quelques-unes des œuvres paternelles en français, et correspondu par lettres pour promouvoir ses idées. En 1937, pour les cent ans  de la naissance de Spir, Martinetti a publié en Italie une édition monographique sur Spir de la Rivista di Filosofia. Après la seconde  guerre mondiale, la pensée de Spir est tombée dans l'oubli. En 1990, pour les cent ans de la mort de Spir, à Genève, la Bibliothèque Publique et Universitaire a organisé une exposition des œuvres et des objets du Fonds African Spir et en a publié le catalogue raisonné.

## Œuvres écrites ou traduites en français
Les œuvres de Spir écrites en allemand ont été publiées par Joseph Gabriel Findel (en) à Leipzig. 
- Esquisses de philosophie critique, Paris, Ancienne librairie Germer-Baillière et Cie, Félix Alcan, 1887
- Deux questions vitales : De la Connaissance du bien et du mal; De l'immortalité  (publié anonymement), Genève, Stapelmohr, 1890
- Pensée et réalité : essai d'une réforme de la philosophie critique  (trad. de l'allemand par Auguste Penjon), Lille, Facultés, 1896, 3e éd.[19]
- Nouvelles esquisses de philosophie critique précédées d'une biographie de l'auteur par Hélène Claparède-Spir, Félix Alcan, 1899[20]
- Nouvelles esquisses de philosophie critique  (préf. Léon Brunschvicg) (études posthumes), Paris, Félix Alcan, 1930
- Propos sur la guerre, Paris, Éditions Truchy-Leroy et Hélène Claparède-Spir, 1930
- « Paroles d'un sage », dans Choix de pensées d'African Spir avec une esquisse biographique d'Hélène Claparède-Spir, Paris-Genève, Je Sers-Labor, Hélène Claparède-Spir et Félix Alcan, 1938, 2e éd. (1re éd. 1937)
- Lettres inédites de African Spir au professeur Penjon  (préf. Émile Bréhier), Neuchâtel, Éditions du Griffon, 1948

## Source
: document utilisé comme source pour la rédaction de cet article.
- Fabrizio Frigerio, Catalogue raisonné du fonds African Spir, Genève, Bibliothèque de Genève, 1990.